# L'uomo nero (film 2015)
L'uomo nero (Dispatch o 911 Nightmare) è un film per la televisione del 2016 diretto da Craig Moss.

## Trama
L'operatore del 911 Christina McCullers viene licenziata quando sbaglia una vera chiamata di emergenza per una strana. Sentendosi in colpa, si trasforma in un omicidio e ben presto la verità viene a galla.